# Pantherodes unciaria
Pantherodes unciaria är en fjärilsart som beskrevs av Achille Guenée 1858. Pantherodes unciaria ingår i släktet Pantherodes och familjen mätare. Inga underarter finns listade i Catalogue of Life.